# Dürrhennersdorf
Dürrhennersdorf è un comune della Sassonia, in Germania.
Appartiene al circondario (Landkreis) di Görlitz (targa GR) ed è parte della comunità amministrativa (Verwaltungsgemeinschaft) di Neusalza-Spremberg.